# Кастильо, Марио Альфонсо
Ма́рио Альфо́нсо Касти́льо Ди́ас (исп. Mario Alfonso Castillo Díaz; род. 31 октября 1951 или 30 октября 1951, Сан-Мигель) — сальвадорский футболист, играл на позиции защитника, участник чемпионата мира 1982 года.

## Биография

### Клубная карьера
Кастильо начинал карьеру в клубе «Депортиво Драгон».
В 1972 году Кастильо перешёл в «Агилу», в составе которой отыграл пять сезонов и выиграл три чемпионских титула, а в 1976 году выиграл Кубок чемпионов КОНКАКАФ. В 1978 году Кастильо перешёл в «Сантьягеньо», в составе которого играл до 1983 года, выиграв с этим клубом в 1980 году чемпионский титул.
В 1984 году Фернандес перешёл в «Альянсу», в составе которой отыграл два сезона. Последним клубом в карьере для Кастильо стала «Агила», в которой он завершил карьеру в 1987 году. Кастильо является единственным футболистом, который играл в финалах за «Агилу» и «Альянсу».

### Карьера в сборной
В составе сборной Сальвадора Кастильо принимал участие в чемпионате мира 1982 года, где сыграл в матче с Венгрией, который завершился сокрушительной победой европейской команды со счётом 10:1. Всего за сборную Сальвадора сыграл 8 матчей, в которых не забил ни одного мяча.

## Достижения
«Агила»
- Чемпион Сальвадора (3) : 1972, 1975, 1976
- Обладатель Кубка чемпионов КОНКАКАФ (1) : 1976

«Сантьягеньо»
- Чемпион Сальвадора (1) : 1979/80